# Ansambel bratov Poljanšek
Ansambel bratov Poljanšek je slovenska narodnozabavna zasedba, ki prihaja iz Tuhinjske doline. Leta 1971 so ga ustanovili trije bratje: Rudi s harmoniko, Danilo z bas kitaro in Miro s trobento, k sodelovanju pa so povabili še dva prijatelja. Ansambel je najbolj prepoznaven po skladbi Skupaj za vedno.

## Zasedba
Ustanovni člani ansambla so bili trije bratje Poljanšek - Rudi, Danilo in Miro, ki sta se jim pridružila Marjan Vrhovnik in Janez Pavlič. Delovali so do leta 1986, ko se je Danilo odločil ustanoviti svoj ansambel. Po štirih letih je ta razpadel in Danilo se je na Rudijevo povabilo vrnil k Ansamblu bratov Poljanšek. Ob ponovnem zagonu so ansambel sestavljali:
- Rudi Poljanšek - harmonika;
- Danilo Poljanšek - bas kitara, bariton;
- Miro Poljanšek - trobenta;
- Forti Hribernik - klarinet;
- Roman Komatar - kitara;
- Filip Kranjec - vokal;

Nekaj časa je v zasedbi deloval tudi kitarist Roman Lukanc.
S 1. majem 2009 je ansambel zamenjal kitarista. Novi kitarist je postal Gašper Plahuta, ki ga mnogi poznajo po globokem basu, s katerim je prepeval pri ansamblu Toneta Rusa.
V trenutni zasedbi igrajo:
- Rudi Poljanšek - harmonika;
- Gašper Plahuta - kitara;
- Danilo Poljanšek - bas kitara, bariton;
- Maks Kresnik - pevec;

## Delovanje
Ansambel bratov Poljanšek so leta 1971 ustanovili trije bratje, ki so k igranju povabili še dva prijatelja. Na začetku so igrali predvsem skladbe Ansambla Lojzeta Slaka, Ansambla Rudija Bardorferja in Ansambla bratov Avsenik. Prvič so nastopili v Gostilni pri Čibru.
Leta 1986 je Danilo Poljanšek ustanovil svoj ansambel, ki pa je deloval le slaba štiri leta. Po razpadu tega sestava se je na Rudijevo povabilo vrnil k ansamblu, ki ga je ustanovil z bratoma. Po letu 1989 je začel Rudi Poljanšek pogosteje komponirati lastne skladbe. Takrat so bili v ansamblu bratje Poljanšek s klarinetistom Fortijem Hribernikom in kitaristom Romanom Komatarjem, kot pevec pa je z njimi nastopal tudi Filip Kranjec.
Večino skladb, ki so postale uspešnice, je napisal vodja Rudi Poljanšek. Skladbo Špela je prispeval pevec Filip Kranjec, Veselo v Kamnik pa je delo Andreja Blumauerja. Besedila so v večini prispevali Ivan Malavašič, brata dvojčka Franci in Jože Smrekar, Ivan Sivec, Vera Kumprej in Bernard Miklavc, ki je tudi avtor besedila za skladbo Skupaj za vedno.
Trikrat so zmagali na Lojtrci domačih. S skladbo Najmlajši so leta 1992 uspeli zmagati na ptujskem festivalu. Leta 1991 so bili nagrajeni tudi na festivalu v Števerjanu, leto pozneje pa še na Vurberku.
Ob 25-letnici delovanja leta 1996 so v športni dvorani v Kamniku pripravili velik jubilejni koncert z gosti.
Leta 2013 so v Snoviku priredili slavnostni koncert, s katerim so z zamudo obeležili 40 let igranja. Na koncertu je bil prisoten tudi kamniški župan Marjan Šarec. Koncert je povezovala pevka Maja Oderlap, kot gostje pa so nastopili tudi Ansambel Poljanšek, ki veljajo za podmladek ansambla, saj ga je ustanovil Rudijev sin Sandi Poljanšek, Tanja Žagar, Ansambel Akordi in Klobasekov Pepi.

## Uspehi
Ansambel bratov Poljanšek je na festivalih dosegel naslednja uspeha:
- 1991: Festival Števerjan - Nagrada za najboljši trio.
- 1992: Festival Vurberk - 3. nagrada strokovne komisije za izvedbo.
- 1992: Festival Ptuj - Zmaga po izboru strokovne komisije in občinstva.

## Diskografija
Ansambel bratov Poljanšek je izdal nekaj kaset in CD plošč. Nekatere:
1. V Tuhinjsko dolino (1991)
2. Ansambel bratov Poljanšek (1993)
3. Zlate polke in valčki bratov Poljanšek (1995)
4. Pojte, zvonovi (1995)
5. Kje si, očka moj (1998)
6. Skupaj za vedno (2000)
7. Vse dobro ti želim, dežela moja (2003)
8. Slovenska pesem (2009)
9. Žena, ob tebi sem srečen (2010)
10. Slovenski materi (2016)

## Največje uspešnice
Ansambel bratov Poljanšek je najbolj poznan po naslednjih skladbah:
- Harmonika
- Hodim po svetu
- Kadar srečam tvojo hčerko
- Kje si, očka moj
- Skupaj za vedno
- Veselo v Kamnik